# Jean Philippe Vogel

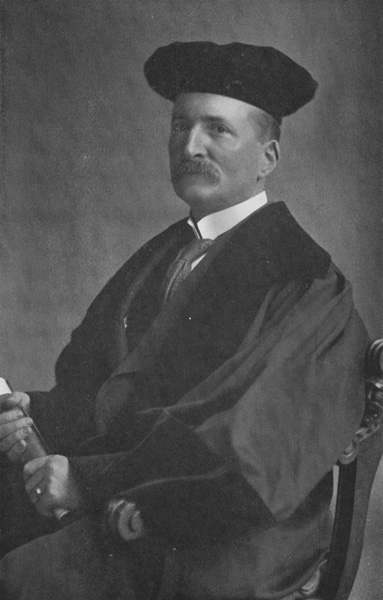
Jean Philippe Vogel

Jean Philippe Vogel (* 9. Januar 1871 in Den Haag; † 10. April 1958 in Oegstgeest) war ein niederländischer Indologe.

## Leben
Jean Philippe Vogel war der Sohn des Advokaten und späteren Vizepräsidenten am Gerichtshof von Amsterdam Johan Gregorius Vogel (1843–1920) und dessen Frau Jeanne Adrienne du Quesne van Breuchem (1844–1890). Nach dem Besuch der Grundschulen in Alphen aan den Rijn und Rotterdam, besuchte er im Jahr 1883 die höhere Bürgerschule in Alkmaar und 1886 das Gymnasium in Haarlem. Im Jahr 1890 ging er an die Universität von Amsterdam um sich orientalischen Studien zu widmen. Hier wurde Christianus Cornelis Uhlenbeck (1866–1951) sein prägender Lehrer, bei dem er sich vor allem mit Sanskrit auseinandersetzte. Gemeinsam mit Johan Huizinga verfolgte er auch die Vorlesungen von Johan Hendrik Caspar Kern an der Universität Leiden.
Nach Amsterdam zurückgekehrt absolvierte er am 5. Juli 1895 sein Doktorexamen und promovierte am 15. Dezember 1897 mit einer niederländischen Übersetzung des altindischen Dramas Mrcchakatika zum Doktor der Philosophie. Im Jahr 1898 habilitierte er sich als Privatdozent an der Universität von Amsterdam und zog ein Jahr später nach Britisch-Indien, wo er die archivarischen Quellen der East India Company untersuchte und die Sprache Sanskrit praktisch erlebte. Im Jahr 1901 erhielt er die Stelle eines Superintendenten des Archaeological Survey of India, des nördlichen Teils von Britisch-Indien in Lahore und 1911 wurde er offizieller Generaldirektor der Archäologie in Britisch-Indien. Da im Jahr 1913 der Lehrstuhl für Sanskrit an der Universität Leiden vakant geworden war, berief man Vogel am 17. Januar 1914 auf die Professur für Sanskrit, dessen Literatur und Indische Archäologie, welche Aufgabe er am 1. April 1914 mit der Einführungsrede Bronnen tot kennis van het oude Indië (deutsch: Quellen zur Kenntnis des alten Indiens) übernahm und damit verbunden Leiter des Kern Instituts wurde.

## Werk und Ehrungen
Während seiner Wirkungsphase verfasste Vogel zahlreiche Abhandlungen in den wissenschaftlichen Zeitschriften und Journalen seiner Zeit, die ihm viel Anerkennung einbrachten. So wurde er im Jahr 1910 korrespondierendes und 1915 ordentliches Mitglied der Königlich Niederländischen Akademie der Wissenschaften, 1935 Ehrenmitglied der Société asiatique in Paris, 1939 Ehrenmitglied der American Oriental Society, 1950 ausländisches Mitglied der Académie des Inscriptions et Belles-Lettres in Paris und 1955 korrespondierendes Mitglied der School of Oriental and African Studies in London. Zudem war er Ehrenmitglied der United Provinces Historical Society in Lucknow, Ehrenmitglied der Oosters Genootschap in Nederland, Ehrenmitglied der École française d’Extrême-Orient in Hanoi und korrespondierendes Mitglied der deutschen Gesellschaft für Ostasiatische Kunst in Berlin. Er wurde Companion  des Order of the Indian Empire und Ritter des Ordens vom niederländischen Löwen. Im Akademiejahr 1930/31 war er Rektor der Leidener Hochschule, wozu er am 9. Februar 1931 die Rektoratsrede De cosmopolitische beteekenis van het Buddhisme (deutsch: Die kosmopolitische Bedeutung des Buddhismus) hielt. Am 16. September 1939 wurde er aus seiner Professur emeritiert und wurde Ehrenvorsitzender des Kern Instituts.

## Ehe
Vogel heiratete am 15. April 1913 in Amsterdam Maria Strumphler (1879–1959), die Tochter des Maschinenfabrikanten Coenraad Hendrik Strumphler (1843–1910). Die Ehe blieb kinderlos.

## Werke (Auswahl)
- Het leemen wagentje, Indisch tooneelspel uit het Sanskṛit en Prākṛt in het Nederlandsch vertaald. Amsterdam 1897.
- De beoefening der Oud-Indische litteratuur in Nederland. Amsterdam 1898.
- Antiquities of Chamba state. Band 1, Calcutta 1911; Band 2, Delhi 1957.
- Bronnen tot de kennis van het oude Indië. Leiden 1914.
- Tile-mosaices of the Lahore Fort. Calcutta 1920.
- Indian serpent-lore or the Nāgas in Hindu legend and art. London 1926 (online).
- La sculpture de Mathura. Paris/Brüssel 1930.
- De cosmopolitische beteekenis van het Buddhisme. Leiden 1931.
- De Buddhistische kunst van Voor-Indië. Amsterdam 1932.
- De eerste grammatica van het hindoestansch. Amsterdam 1941.
- De zegelring van Râksjasa door Wisjâkhadatta. Leiden 1946.
- De zeven lotusbloemen. Leiden 1948.
- The Indonesian question. Leiden 1948.